# Batrisodes gemmoides
Batrisodes gemmoides är en skalbaggsart som beskrevs av Park 1960. Batrisodes gemmoides ingår i släktet Batrisodes och familjen kortvingar. Inga underarter finns listade i Catalogue of Life.